# مواد پایه آلومینایی
مواد پایه آلومینایی به سه دسته تقسیم می‌شوند:
TiC – Al۲O۳این ترکیب به دلیل رنگ تیره‌اش که ناشی از حضور TiC است به سرامیک سیاه معروف می‌باشد. با افزودن TiC (۴۰–۲۵٪ حجمی) هدایت حرارتی افزایش قابل ملاحظه‌ای پیدا می‌کند. هم چنین سختی و چقرمگی این ترکیب بیشتر از آلومینا است.
ZrO۲ – Al۲O۳آلیاژهای زیرکونیا/ آلومینا، موادی مناسب برای ساینده‌های فولاد ضدزنگ و جوشکاری می‌باشند.
چقرمگی شکست و مقاومت به شوک حرارتی این ترکیب بیشتر از آلومینا است؛ ولی لازم است ذکر شود که با افزایش میزان ZrO۲ سختی کاهش می‌یابد.
SiCw – Al۲O۳این ترکیب جدیدترین ابزار برش پایه آلومینایی است که حاوی ۴۵–۲۵٪ حجمی ویسکر SiC می‌باشد. چقرمگی شکست این ترکیب نسبت به Al۲O۳ منولیتیک بیشتر است. ویسکرهای SiC هدایت حرارتی بالاتر و ضریب انبساط حرارتی کمتری نسبت به آلومینا دارند. در نتیجه مقاومت به شوک حرارتی را بهبود می‌دهند.